# Orchestre symphonique et universitaire de Lausanne
Pour les articles homonymes, voir OSUL.
L'Orchestre symphonique et universitaire de Lausanne est un orchestre symphonique regroupant des étudiants du Conservatoire de Lausanne, de l'Université de Lausanne et de l'École polytechnique fédérale de Lausanne.
Depuis 1983, l'ensemble est dirigé par Hervé Klopfenstein,,.
Il s'est produit notamment au Victoria Hall de Genève, et ont pour habitude de se produire à la Salle Métropole de Lausanne ainsi qu'à sa cathédrale.